# 栃木市栃木文化会館
栃木市栃木文化会館（とちぎしとちぎぶんかかいかん）は、栃木県栃木市旭町にある多目的ホールである。1983年10月1日開館。愛称はとちぎ岩下の新生姜ホール（とちぎいわしたのしんしょうがホール）。会館ロビーには佐藤忠良作「娘の像（1959年作）」が常設されている。
かつては「栃木市文化会館」という名称だったが、2010年3月29日に栃木市と大平町・藤岡町・都賀町が新設合併したさいに現名称に変更された。

## 沿革
2008年に指定管理者制度が導入され、公募の結果、共立が代表企業となる「共立・環境整備・日立ビルシステム共同事業体」が受託した（期間は2009年度から5年間）。
2014年4月1日から株式会社ケイミックスパブリックビジネスが指定管理者として運営している。同日から市内の「栃木市大平文化会館」「栃木市藤岡文化会館」「栃木市都賀文化会館」、2016年4月1日からは同「栃木市岩舟文化会館」にも指定管理者制度が導入され、栃木文化会館と合わせ文化施設5館をケイミックスが一体運営している。2019年に契約が更新され、引き続き2024年までケイミックスが管理運営を行う。
2020年12月、株式会社岩下食品がネーミングライツを購入し、愛称が「とちぎ岩下の新生姜ホール」となる事が発表された。契約は2021年4月から5年間、契約料100万円。
2026年度から大規模改修を開始する予定で、2024年3月時点で工事費の概算は約70億7300万円とされている。

## 施設要目

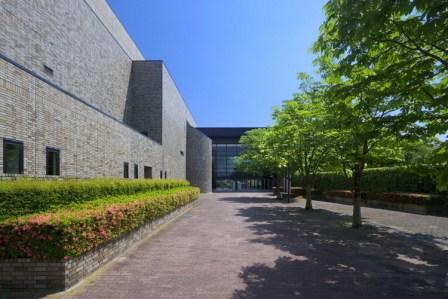
会館正面

- 大ホール：2,057m2、1,204席（車椅子席：6席）
- 小ホール：616m2、401席（車椅子席：3席）
- 展示室：441m2
- 屋外展示室：313m2
- 大会議室：128m2、定員70人
- 第1練習室：75m2、定員35人
- 第2練習室：52m2、定員10人
- 会議室：58m2、定員37人
- 和室（伊吹・八嶋）：それぞれ18畳あり、2部屋を1室としても利用可能。
- 駐車場：319台

## 開館日と時間
- 開館時間：9時 - 21時30分
- 休館日：毎週水曜日（祝日の場合は翌日）および年末年始（12月28日 - 1月4日）。

## 周辺
所在地：〒328-0035 栃木県栃木市旭町12番16号
- 栃木市立栃木南中学校
- 栃木市栃木図書館
- 宇都宮地方裁判所栃木支部
- 宇都宮地方検察庁栃木支部
- 栃木市立栃木第四小学校

## 交通
公共交通機関
- 東武鉄道日光線・JR東日本両毛線 栃木駅から徒歩約15分。
- ふれあいバス市街地循環線「文化会館前」停留所下車。

自動車
- 最寄りの高速道路インターチェンジは、東北自動車道栃木ICである。